# Assemblée générale de Rhode Island
Pour les articles homonymes, voir Assemblée générale (homonymie).
Capitole de l'État de Rhode Island
L'Assemblée générale de Rhode Island (en anglais Rhode Island General Assembly) est la législature de l'État de Rhode Island. Elle fonctionne sur le principe du bicaméralisme et est ainsi constituée par :
- le Sénat de Rhode Island, la chambre haute, composé de 38 membres ;
- la Chambre des représentants de Rhode Island, la chambre basse, qui compte 75 membres.

Les chambres se réunissent au Capitole de l'État de Rhode Island (Rhode Island State House) à Providence, à la limite de Downtown et Smith Hill. Pour cette raison, « Smith Hill » est parfois utilisé comme métonymie pour désigner l'Assemblée générale.